# Siebenkampf-Länderkampf der Frauen 1988 BR Deutschland – Frankreich – Sowjetunion Jahrgänge 1965 und jünger
| 19. Leichtathletik-Länderkampf mit bundesdeutscher Beteiligung 1988                                  | 19. Leichtathletik-Länderkampf mit bundesdeutscher Beteiligung 1988 |
| --- | ------------------------------------------------------------------- |
| |                                                                     |
| Siebenkampf-Vergleich der Frauen Jahrgänge 1965 und jünger BR Deutschland – Frankreich – Sowjetunion |                                                                     |
| Austragungsort                                                                                       | Lage                                                                |
| Wettbewerbe                                                                                          | 1                                                                   |
| Datum                                                                                                | 20./21. August                                                      |
| 1. FRG 2. URS 3. FRA                                                                                 | 23.742 Punkte 23.408 Punkte 21.161 Punkte                           |
| Chronik                                                                                              |                                                                     |
| ← FRG-FRA-URS 10kampf 00Jahrg. 1965 u. jünger (M)                                                    | FRG-FRA Geher (M) →                                                 |

Der neunzehnte Vergleich des Länderkampfjahres 1988 bestand in einer zweiten Begegnung für Nachwuchssportlerinnen der Jahrgänge 1965 und jünger in dieser Saison. Am 20./21. August trugen sie einen Siebenkampf gegen Frankreich und die Sowjetunion aus. Gastgeber war die nordrhein-westfälische Stadt Lage. Das Aufeinandertreffen fand parallel zum Länderkampf der männlichen Zehnkämpfer am selben Ort statt.

## Modus
Jedes Team konnte mit sechs Athletinnen antreten, von denen die vier Besten durch Addition ihrer Punktzahlen gewertet wurden. Die Bundesrepublik Deutschland nahm mit nur fünf Vertreterinnen teil.

## Ergebnis
In der Einzelwertung gab es einen bundesdeutschen Doppelerfolg. Auf den Rängen drei und vier folgten zwei sowjetische Nachwuchssportlerinnen vor einer weiteren bundesdeutschen Vertreterin. So setzten sich die bundesdeutschen Siebenkämpferinnen wie parallel die Zehnkämpfer in der Länderkampfwertung durch. Das Team erreichte 23.742 Punkte. Die sowjetischen Vertreterinnen wurden mit 23.408 Punkten Zweite und die Französinnen kamen mit 21.161 Punkten ziemlich abgeschlagen auf den dritten Platz.

## Legende
Kurze Übersicht zur Bedeutung der Symbolik – so üblicherweise auch in sonstigen Veröffentlichungen verwendet:
| DNF | nicht im Ziel (did not finish) |
| DNS | nicht am Start (did not start) |

## Resultat

### Siebenkampf
| Platz | Name                 | Nation | Punkte | 100 m Hürden | Hoch- sprung | Kugel- stoßen | 200 m   | Weit- sprung | Speer- wurf | 800 m       |
| ----- | -------------------- | ------ | ------ | ------------ | ------------ | ------------- | ------- | ------------ | ----------- | ----------- |
| 01    | Sabine Braun         | FRG    | 6432   | 13,54 s      | 1,84 m       | 13,92 m       | 24,72 s | 6,38 m       | 49,30 m     | 2:18,73 min |
| 02    | Birgit Clarius       | FRG    | 6186   | 14,12 s      | 1,78 m       | 14,31 m       | 25,29 s | 6,13 m       | 50,44 m     | 2:18,93 min |
| 03    | Marina Schtscherbina | URS    | 6040   | 14,09 s      | 1,75 m       | 13,80 m       | 24,96 s | 6,02 m       | 45,40 m     | 2:17,36 min |
| 04    | Swetlana Bystrowa    | URS    | 5860   | 14,68 s      | 1,75 m       | 15,68 m       | 25,55 s | 5,93 m       | 42,52 m     | 2:23,82 min |
| 05    | Bettina Braag        | FRG    | 5790   | 13,86 s      | 1,81 m       | 11,62 m       | 24,22 s | 5,94 m       | 35,44 m     | 2:22,19 min |
| 06    | Jelena Petuschkowa   | URS    | 5775   | 14,10 s      | 1,69 m       | 13,49 m       | 25,48 s | 5,82 m       | 39,10 m     | 2:14,37 min |
| 07    | Wiktoria Ryschowa    | URS    | 5752   | 13,89 s      | 1,78 m       | 12,84 m       | 25,54 s | 6,20 m       | 39,72 m     | 2:31,37 min |
| 08    | Irina Belowa         | URS    | 5674   | 14,31 s      | 1,81 m       | 11,51 m       | 25,15 s | 5,88 m       | 35,32 m     | 2:17,72 min |
| 09    | Hélène Lefèvre       | FRA    | 5385   | 14,10 s      | 1,78 m       | 13,09 m       | 26,41 s | 5,87 m       | 44,90 m     | 2:56,20 min |
| 10    | Marylin Becquet      | FRA    | 5335   | 14,08 s      | 1,63 m       | 10,62 m       | 24,95 s | 5,87 m       | 35,88 m     | 2:26,48 min |
| 11    | Dagmar Federwisch    | FRG    | 5334   | 14,66 s      | 1,75 m       | 11,97 m       | 26,39 s | 5,57 m       | 36,90 m     | 2:23,19 min |
| 12    | Sonia Delprete       | FRA    | 5250   | 14,74 s      | 1,63 m       | 11,17 m       | 26,28 s | 5,72 m       | 39,68 m     | 2:21,90 min |
| 13    | Nadine Penelon       | FRA    | 5191   | 14,08 s      | 1,72 m       | 11,08 m       | 25,44 s | 5,68 m       | 30,30 m     | 2:32,37 min |
| 14    | Valerie Rome         | FRA    | 4621   | 15,12 s      | 1,57 m       | 10,09 m       | 24,99 s | 5,62 m       | 24,80 m     | 2:41,41 min |
| 15    | Hélène Bosse         | FRA    | 4191   | 15,38 s      | 1,72 m       | 10,86 m       | 26,74 s | 5,15 m       | 36,42 m     | DNF         |
| DNF   | Helga Nusko          | FRG    |        | 14,72 s      | 1,78 m       | 15,18 m       | 25,85 s | 5,73 m       | DNS         |             |